# Goascorán
Goascorán är en kommun i departementet Valle, Honduras.   